# Colin Miller
Colin Miller (Hamilton, Escocia, 4 de octubre de 1964) es un exfutbolista y entrenador de fútbol de Canadá nacido en Escocia que jugaba en la posición de defensa.

## Carrera

### Club
| Periodo   | Club                         | Apariciones | Goles |
| --------- | ---------------------------- | ----------- | ----- |
| 1982-1984 | Toronto Blizzard             | 23          | 2     |
| 1984–1986 | Rangers FC                   | 2           | 0     |
| 1986–1988 | Doncaster Rovers FC          | 61          | 3     |
| 1988      | Hamilton Steelers            | 27          | 2     |
| 1988–1993 | Hamilton Academical FC       | 198         | 5     |
| 1990      | → Hamilton Steelers (cedido) | 11          | 0     |
| 1994      | St Johnstone FC              | 24          | 0     |
| 1995      | Hearts                       | 19          | 1     |
| 1995–1998 | Dunfermline Athletic FC      | 61          | 0     |
| 1998      | Ayr United FC                | 14          | 0     |
| 1999–2000 | Hamilton Academical FC       | 9           | 0     |
| 2004–2005 | Abbotsford Mariners          | 9           | 0     |

### Selección nacional
Miller debutó con Canadá el 19 de junio de 1983 en un partido amistoso ante Escocia, y fue convocado para la Copa Mundial de Fútbol de 1986 en México pero no jugó. Jugó 26 partidos de la Clasificación para la Copa Mundial de Fútbol. Su retiro internacional fue en noviembre de 1997 ante Costa Rica por la Clasificación de Concacaf para la Copa Mundial de Fútbol de 1998, partido en el que siete jugadores de Canadá se retiraron de la selección.
| #  | Fecha      | Sede                                                       | Rival       | Marcador | Resultado | Torneo                                               |
| -- | ---------- | ---------------------------------------------------------- | ----------- | -------- | --------- | ---------------------------------------------------- |
| 1. | 24-10-1984 | Prince Moulay Abdellah Stadium, Rabat, Marruecos           | Marruecos   | 2–1      | 2–3       | Amistoso                                             |
| 2. | 3-7-1991   | Los Angeles Memorial Coliseum, Los Angeles, Estados Unidos | Jamaica     | 2–1      | 3–2       | Copa de Oro de la Concacaf 1991                      |
| 3. | 25-10-1992 | Estadio Cuscatlán, San Salvador, El Salvador               | El Salvador | 1–1      | 1–1       | Clasificación para la Copa Mundial de Fútbol de 1994 |
| 4. | 8-11-1992  | Swangard Stadium, Burnaby, Canadá                          | El Salvador | 1–0      | 2–3       | Clasificación para la Copa Mundial de Fútbol de 1994 |
| 5. | 24-3-1993  | Estadio Nacional de Costa Rica, San José, Costa Rica       | Costa Rica  | 1–0      | 1–0       | Amistoso                                             |

### Entrenador
| Periodo   | Club                                        |
| --------- | ------------------------------------------- |
| 1999–2000 | Hamilton Academical FC (jugador-entrenador) |
| 2003–2004 | Canadá (interino)                           |
| 2005–2007 | Abbotsford Rangers                          |
| 2008–2009 | Victoria Highlanders                        |
| 2009      | UFV Cascades                                |
| 2010      | Vancouver Whitecaps Residency               |
| 2012–2017 | FC Edmonton                                 |
| 2013      | Canadá (interino)                           |